# Rafał Zagórny
Rafał Zagórny (ur. 21 sierpnia 1964 w Częstochowie) – polski polityk, urzędnik państwowy, prawnik i menedżer, poseł na Sejm IV kadencji.

## Życiorys
Absolwent IV Liceum Ogólnokształcącego w Katowicach. Ukończył w 1990 studia na Wydziale Prawa Uniwersytetu Śląskiego. Pod koniec lat 80. prowadził przedsiębiorstwo tekstylne, następnie przez rok był wicedyrektorem Urzędu Antymonopolowego w Katowicach. W latach 1991–1993 pracował jako dyrektor generalny Ministerstwa Przekształceń Własnościowych. Od 1993 do 1997 był zatrudniony w prywatnych spółkach, pełnił też funkcję prezesa i wiceprezesa Narodowego Funduszu Inwestycyjnego „Piast”. W rządzie Jerzego Buzka objął z rekomendacji Unii Wolności stanowisko podsekretarza stanu w Ministerstwie Finansów.
W 2001 przystąpił do Platformy Obywatelskiej i z list tej partii uzyskał mandat posła na Sejm IV kadencji, wybranego w okręgu katowickim. Zasiadał m.in. w Komisji Skarbu Państwa, Uwłaszczenia i Prywatyzacji jako jej wiceprzewodniczący. W 2005 zrezygnował z ubiegania się o reelekcję i powrócił do pracy w biznesie.